# 유스 시스템
유스 시스템(영:Youth System)은 특히 프로스포츠에서 어린 선수들을 체계적으로 육성하여 1군팀으로 배출하는 시스템을 말한다.
유스 시스템은 특정 팀 또는 리그 내 유소년 투자 프로그램으로, 충분한 가능성과 잠재력을 보여줄 경우 향후 1군팀에서 활용할 비전을 가지고 팜팀에서 젊은 인재를 개발하고 육성한다. 고등학교 및 대학 시스템이 나이가 어린 스포츠인을 육성시키는 미국의 대부분의 프로 스포츠와 달리, 특히 유럽과 라틴 아메리카의 대부분의 축구 및 농구 클럽은 미래의 선수를 육성하는 일을 맡는다.

## 같이 보기
- 2군